# Associazione Sportiva Pordenone Albatros
L'Associazione Sportiva Pordenone Soc. Coop. a. r.l. Albatros è stata una società calcistica femminile, attiva a Pordenone.

## Storia
Nasce nella primavera del 1970 l'Associazione Calcio Femminile Pordenone su iniziativa di Enea Costalonga e Dino Perin. Il dottor Mario Lenna fu il presidente dei primi tre anni di vita dei bianco-verdi pordenonesi che in poco tempo centrarono tre obiettivi: la vittoria nel campionato U.I.S.P. 1970, il titolo di campione italiano di Serie B 1971 e l'ammissione di diritto al campionato di qualificazione 1972.
Il nome dello sponsor, la M.G. ovvero MobilGradisca che campeggiava sulle loro maglie in un tondo bianco in campo verde, seguì le pordenonesi per tre stagioni fino alla loro volontaria retrocessione nella Serie A Interregionale (ex Serie B).

Le ragazze, allenate da Vittorio Re, accumularono rapidamente esperienza disputando delle gare di altre squadre femminili a Strasburgo, Stoccarda e Zagabria. 
Il fiore all'occhiello del MobilGradisca Pordenone fu la mezzala sinistra Claudia Avon che già nel 1973 contava 20 presenze in Nazionale.
Giunta alla finale per l'assegnazione dello scudetto di Serie B del 1976, cedette in finale alla più volitiva Salernitana.
Mentre le maggiori squadre venete (Valdobbiadene Diadora e Conegliano) andavano in crisi il Pordenone ritornava in Serie A dopo due proficue stagioni d'Interregionale e Serie B. Per una sola stagione arrivava l'abbinamento con la "Ledysan" di Valvasone Sfortunato anche il secondo spareggio, valido questa volta per la promozione in Serie A 1980, perso 1-2 il 7 ottobre 1979 contro la giovane squadra monzese della Fiamma Ceraso.
Nella stagione successiva la promozione in Serie A era ormai a portata di mano: vinto il girone con 5 punti di vantaggio sul Rivignano si va alle finali. A passare in Serie A sono però soltanto due delle vincenti dei quattro gironi di Serie B e al Pordenone tocca l'Arredamenti Soresina di Lacchiarella (MI). Entrambe le gare vedono vincenti le squadre di casa per 2-0, ma è ancora una volta Pordenone a cedere, ma soltanto ai tiri di rigore: 1-2. In seguito la squadra di Lacchiarella rinuncia alla promozione e la FIGCF ripesca due squadre retrocesse ma non le biancoverdi.
Dopo due secondi posti consecutivi è la Federazione a porgere la mano al Pordenone che chiede l'ammissione sub-judice. Le squadre rinunciatarie sono troppe e la richiesta delle biancoverdi, forti del nuovo sponsor "FriulVini - vini D.O.C. friulani" di Orcenico Inferiore di Zoppola, viene accolta nel 1984.
La FriulVini sostiene per nove anni il Pordenone in Serie A, finché una forte crisi societaria la obbliga a tagliare qualsiasi sponsorizzazione. Non è ancora il fallimento che arriverà tempo dopo.
Arriva al suo posto lo sponsor Albatros, ma non è più come prima. Nel giro di due stagioni la squadra chiude definitivamente.